# زبيغنيو كوزاك
زبيغنيو كوزاك (بالبولندية: Zbigniew Ryszard Kozak)‏ هو سياسي بولندي، ولد في 3 أبريل 1961 في غدينيا في بولندا. حزبياً، نشط في حزب العدالة والقانون البولندي. وقد انتخب عضو سيم ‏.